# Elektriska AB Volta

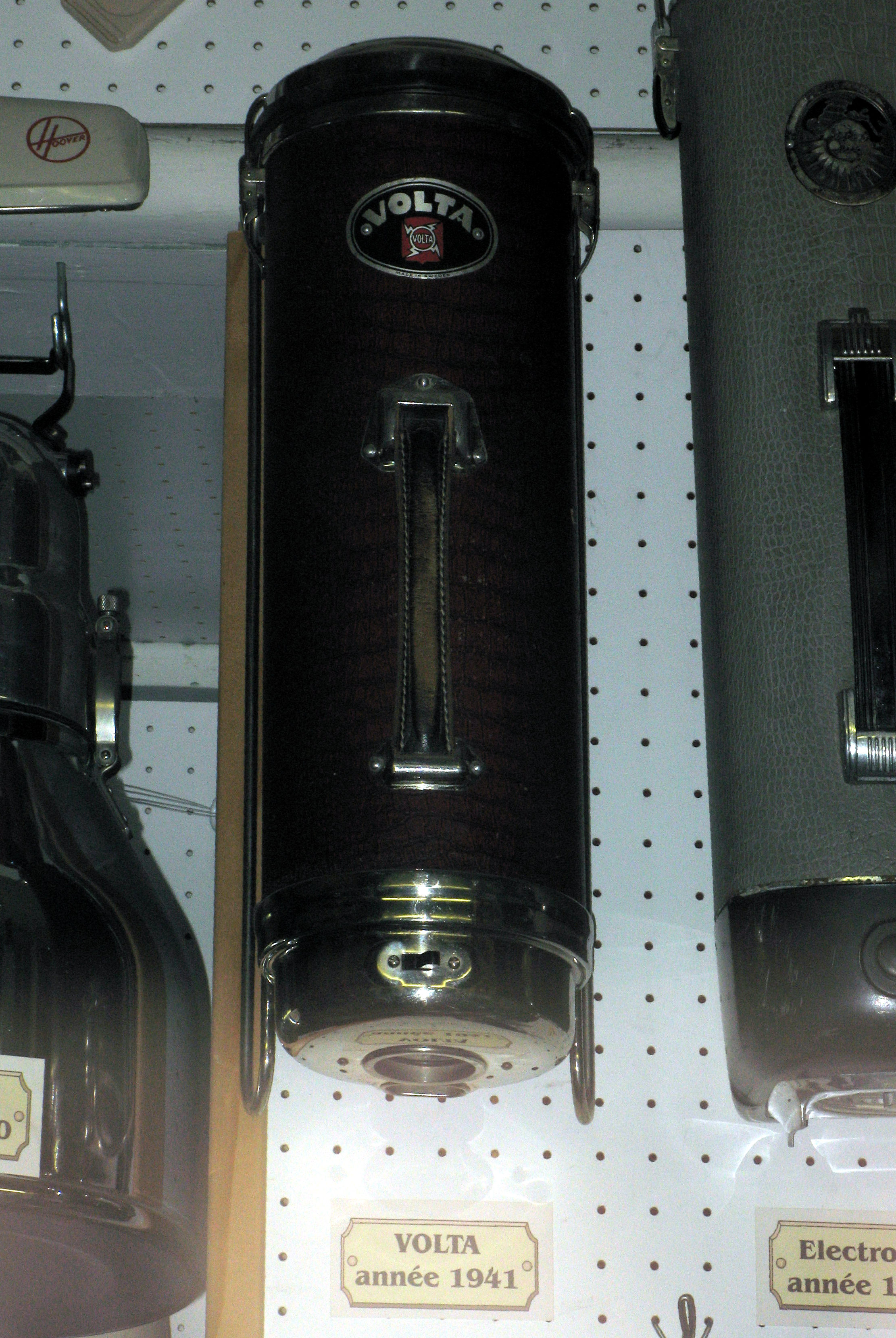
Dammsugare av märket Volta från 1941

Volta var en stor svensk tillverkare av dammsugare, numera ingående som ett varumärke inom Electrolux.
Volta grundades 1915 som Elektriska AB Volta med fabrik i Ulvsunda utanför Stockholm. Man har tillverkat olika elektriska hemapparater och framförallt dammsugare. Andra produkter som Volta tillverkat är bland annat spisar, varmvattenberedare och strykjärn. Företaget köptes 1926 av industrimannen Axel Wenner-Gren, som 1934 sålde det vidare till sitt företag, Voltas konkurrent AB Elektrolux.